# Myskelsjön
Myskelsjön är en sjö i Härjedalens kommun i Härjedalen och ingår i Ljusnans huvudavrinningsområde. Sjön har en area på 0,853 kvadratkilometer och ligger 847,4 meter över havet. Myskelsjön ligger i Rogen Natura 2000-område. Sjön avvattnas av vattendraget Övre Mysklan'. Vid provfiske har lake, röding och öring fångats i sjön.

## Delavrinningsområde
Myskelsjön ingår i det delavrinningsområde (693220-132088) som SMHI kallar för Utloppet av Myskelsjön. Medelhöjden är 913 meter över havet och ytan är 7,48 kvadratkilometer. Räknas de 2 avrinningsområdena uppströms in blir den ackumulerade arean 21,25 kvadratkilometer. Mysklan (Övre Mysklan) som avvattnar avrinningsområdet har biflödesordning 2, vilket innebär att vattnet flödar genom totalt 2 vattendrag innan det når havet efter 419 kilometer. Avrinningsområdet består mestadels av skog (22 procent) och kalfjäll (66 procent). Avrinningsområdet har 0,85 kvadratkilometer vattenytor vilket ger det en sjöprocent på 11,3 procent.